# Lasiantheae
Lasiantheae es una tribu de plantas perteneciente a la familia Rubiaceae.

## Géneros
Según NCBI
- Batopedina - Lasianthus - Litosanthes - Placopoda - Trichostachys[1]